# Marshalling (lotnictwo)

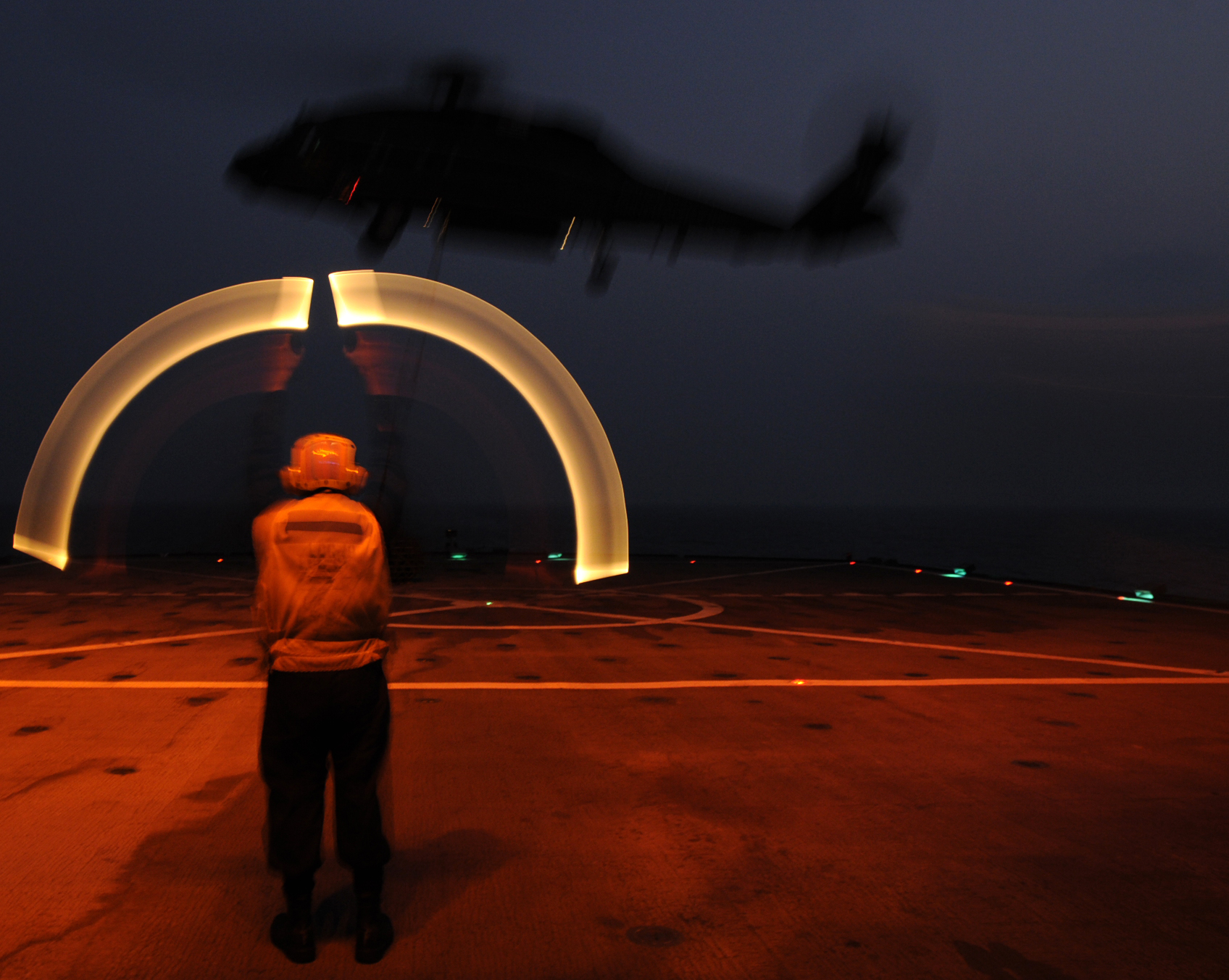
Amerykański Marshall instruujący pilota śmigłowca

Marshalling (z ang. Marszałek) jest to wizualna komunikacja pomiędzy pilotami samolotów czy helikopterów, a obsługą naziemną, mająca na celu zapewnienie koordynacji podczas opuszczania oraz zajmowania pozycji przy dokach. Zakres "marshallingu" obejmuje zezwolenie obsługi naziemnej na start silników, odpięcie klocków blokujących koła (ang. chocks), a także (podczas parkowania statku powietrznego) odpowiednie zatrzymanie w miejscu zatrzymania.